# 이무라 가즈키
이무라 가즈키(일본어: 飯村 一輝, 2003년 12월 27일~)는 일본의 펜싱 선수로 주 종목은 플뢰레이다.  2024년 하계 올림픽에서 단체전 금메달을 획득했으며 2023년 세계 선수권 대회 단체전에서 우승했다.